# Smash Mouth
Smash Mouth er et amerikansk rockband fra San Jose, Californien. Det blev dannet i 1994, og bestod oprindeligt af Steve Harwell (forsanger), Kevin Coleman (trommer), Greg Camp (guitar) og Paul De Lisle (bas). De er kendt for deres sange "Walkin' on the Sun" (1997), "All Star" (1999), og  "Then The Morning Comes" (1999), samt deres coverversion af The Monkees' "I'm a Believer" (2001).
Bandet har en retrostil og har indspillet coverversioner af flere årtiers popmusik. De har bl.a optrådt med coverversioner af; "Why Can't We Be Friends?", Simple Minds' "Don't You (Forget About Me)", ? & the Mysterians' "Can't Get Enough of You Baby", the Beatles' "Getting Better" og "I Wan'na Be Like You" fra tegnefilmen Junglebogen. Desuden har Smash Mouth skrevet to sange til den sydkoreanske film Pororo, The Racing Adventure; "Beside Myself" og "Everything Just Crazy".

## Medlemmer
| Nuværende medlemmer - Paul De Lisle – bas, baggrundsvokal (1994–nu); forsanger (som følge af Harwells fravær i 2016) - Michael Klooster – keyboard, programmering, baggrundsvokal (2008–nu; tour- og sessionmedlem: 1997–2008) - Randy Cooke – trommer, baggrundsvokal (2010–2011, 2011–2012, 2013, 2016–2018, 2018–nu) - Sean Hurwitz – guitar, baggrundsvokal (2011–2012, 2012–2016, 2019–nu) Tidligere tourmedlemmer - Mark Cervantes – percussion, theremin, baggrundsvokal (1999–2008, 2014, 2018) - Danny Richardson – guitar (2018) Tourvikarer - Kristian Attard – bas, baggrundsvokal (2017) | Tidligere medlemmer - Steve Harwell – forsanger, piano, lejlighedsvis keyboards (1994–2021) - Kevin Coleman – trommer (1994–1999) - Greg Camp – guitar, baggrundsvokal; lejlighedsvis keyboards og turntables (studio) (1994–2008, 2009–2011, 2018–2019) - Michael Urbano – trommer (1999, 2000–2006, 2009–2010, 2018) - Mitch Marine – trommer (1999–2000, 2006, 2007–2009, 2010) - Jason Sutter – trommer (2006–2007, 2011, 2013–2016) - Leroy Miller – guitar, baggrundsvokal (2008–2009) - Charlie Paxson – trommer, baggrundsvokal (2011, 2012–2013) - Mike Krompass – guitar, baggrundsvokal (2012) - Sam Eigen – guitar, baggrundsvokal (2016–2018) Tourgæster - Adam Young – forsanger, guitar (2011) - Miles Zuniga – guitar (2013) |

Tidslinje

## Diskografi
- Fush Yu Mang (1997)
- Astro Lounge (1999)
- Smash Mouth (2001)
- Get the Picture? (2003)
- The Gift of Rock (2005)
- Summer Girl (2006)
- Magic (2012)
- Fush Yu Mang (acoustic) (2018)